# اچ‌ام‌اس بارفلر (۱۶۹۷)

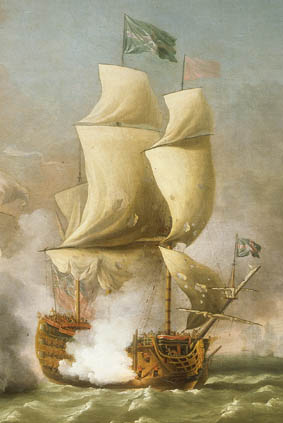
اثر نقاشی شده از کشتی اچ ام اس بارفلر

اچ‌ام‌اس بارفلر (۱۶۹۷) (به انگلیسی: HMS Barfleur (1697)) یک کشتی بود که طول آن ۱۶۲ فوت ۱۰٫۵ اینچ (۴۹٫۶ متر) بود.